# Monte Iato, Kumeta, Maganoce e Pizzo Parrino
Monte Iato, Kumeta, Maganoce e Pizzo Parrino este o arie protejată (arie specială de conservare — SAC, sit de importanță comunitară — SCI, arie de protecție specială avifaunistică — SPA) din Italia întinsă pe o suprafață de 3.034 ha, integral pe uscat.

## Localizare
Centrul sitului Monte Iato, Kumeta, Maganoce e Pizzo Parrino este situat la coordonatele 37°57′29″N 13°16′46″E / 37.958056°N 13.279444°E.

## Înființare
Situl Monte Iato, Kumeta, Maganoce e Pizzo Parrino a fost declarat sit de importanță comunitară în septembrie 1995 pentru a proteja 3 specii de plante și 24 de specii de animale. Alte tipuri de protecție:
- arie de protecție specială avifaunistică (în decembrie 1998)[3]
- arie specială de conservare (în martie 2017)[2][4][5]

## Biodiversitate
Situată în ecoregiunea mediteraneană, aria protejată conține 12 habitate naturale: Grohotișuri termofile și vest-mediteraneene, Păduri de Castanea sativa, Pante stâncoase calcaroase cu vegetație casmofită, Galerii de Salix alba și de Populus alba, Pseudostepă cu ierburi și specii anuale de Thero-Brachypodietea, Păduri de Quercus ilex și Quercus rotundifolia, Râuri mediteraneene cu debit intermitent, cu specii de Paspalo-Agrostidion, Tufărișuri termo-mediteraneene și de pre-deșert, Iazuri temporare mediteraneene, Păduri de Quercus suber, Păduri de stejar alb estice, Fânețe de joasă altitudine (Alopecurus pratensis, Sanguisorba officinalis).
La baza desemnării sitului se află mai multe specii protejate:
- plante (3): Dianthus rupicola, Leontodon siculus, Ophrys lunulata
- păsări (22): ciocârlie-de-câmp (Alauda arvensis), Alectoris graeca whitakeri, fâsă-de-câmp (Anthus campestris), acvilă de munte (Aquila chrysaetos), erete vânăt (Circus cyaneus), Eudromias morinellus, Falco biarmicus, șoim călător (Falco peregrinus), vânturel de seară (Falco vespertinus), rândunică (Hirundo rustica), capîntortură (Jynx torquilla), sfrâncioc cu cap roșu (Lanius senator), ciocârlie de bărăgan (Melanocorypha calandra), prigoare (Merops apiaster), gaia roșie (Milvus milvus), muscar sur (Muscicapa striata), vultur egiptean (Neophron percnopterus), pietrar mediteranean (Oenanthe hispanica), viespar (Pernis apivorus), codroșul de pădure (Phoenicurus phoenicurus), sitar de pădure (Scolopax rusticola), turturică (Streptopelia turtur)
- mamifere (2): liliacul mare cu potcoavă (Rhinolophus ferrumequinum), liliacul mic cu potcoavă (Rhinolophus hipposideros)

Pe lângă speciile protejate, pe teritoriul sitului au mai fost identificate 80 de specii de plante, 1 specie de amfibieni, 6 specii de mamifere, 5 specii de nevertebrate, 4 specii de reptile.